# Commission Sauer
La commission Sauer est, en Afrique du Sud, une commission parlementaire, mandatée en 1947 par le Parti national réunifié, pour répondre aux conclusions de la commission Fagan, mandatée par le gouvernement de Jan Smuts. Présidée par Paul Sauer, la Commission préconisa, dans son rapport, le renforcement des lois en matière de ségrégation raciale et dans ce but, la mise en place d'une nouvelle politique en la matière qu'elle dénomma apartheid.
Le parti national réunifié inséra le rapport de la Commission Sauer dans son programme pour les élections générales sud-africaines de 1948 qu'il remporta, lui permettant d'amorcer une politique de ségrégation institutionnalisée qui allait perdurer jusqu'à l'orée des années 1990.

## Composition
Les membres de la commission étaient Paul Sauer (Président), G.B.A. Gerdener, Ernest George Jansen, Jan Serfontein et Michiel Daniel Christiaan de Wet Nel.

## Historique

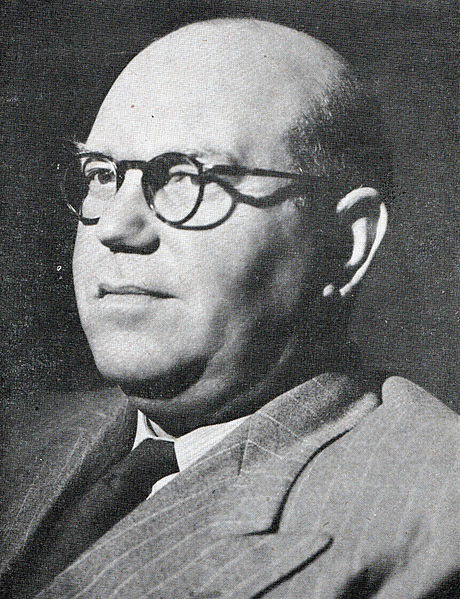
Paul Sauer, député du parti national réunifié et président de la commission Sauer.

De 1911 à 1936, les divers gouvernements sud-africains avaient fait adopter un ensemble de lois ségrégationnistes afin de gérer la difficile coexistence entre les populations noires, démographiquement majoritaires, et les populations blanches démographiquement minoritaires mais politiquement au pouvoir. Si les gouvernements libéraux (de Jan Smuts notamment) avaient fait adopter ces lois en tant qu'expédients provisoires, les gouvernements nationalistes de James Barry Hertzog avaient adopté des lois à portées institutionnelles destinées à préserver la pérennité de la domination de la minorité blanche sur l'Afrique du Sud. Durant la Seconde Guerre mondiale, la ségrégation s'était assouplie mais l'accroissement de la production industrielle pour répondre à l'effort de guerre avait provoqué un afflux massif des populations noires vers les zones urbaines, notamment au Witwatersrand.
En conséquence, au lendemain de la Seconde Guerre mondiale, en passant de 900 000 personnes en 1936 à 1 500 000 personnes en 1946, la population noire devint, pour la première fois, majoritaire en zone urbaine, devant la population blanche. Dans le même élan, encouragé par la chambre de commerce, un grand nombre d'entreprise recruta des ouvriers noirs et coloureds dans des emplois qualifiés ou des postes spécialisés malgré le colour bar. Les zones urbaines n'étaient pas préparées à cet afflux de population. Des bidonvilles se développèrent anarchiquement, tandis que le gouvernement Smuts restait indécis sur la politique à mener. 
Alors que la chambre de commerce militait pour une certaine déségrégation du secteur industriel, un groupe de parlementaire libéraux, constitué de Jan Hendrik Hofmeyr, Margaret Ballinger, Edgar Brooks et Donald Molteno, proposa de s'atteler à la mise en place d'une société sud-africaine dé-ségréguée et multiraciale. Smuts accepta d'enclencher des réformes visant notamment à améliorer les conditions de vie des populations noires urbaines, mais aussi à assouplir la législation sur les laissez-passer. Ces propositions furent mal reçues par le Parti national réunifié, qui était alors l'opposition officielle au parlement. Inquiet et indécis, Smuts revint sur sa promesse d'assouplissement des laissez-passer, provoquant des débuts d'émeutes menés par des groupements de mal-logés et encouragés par les syndicats noirs appuyés par le parti communiste sud-africain. Sur ce thème, lié aux relations raciales, la politique de Smuts se révéla erratique, voire incohérente, oscillant entre assouplissement et renforcement de la ségrégation. Il mandata une commission dirigé par Henry Fagan, chargée de faire des propositions en matière de politique raciale. 
En 1947, le rapport de la commission Fagan préconisa une libéralisation du système racial, donnant la priorité aux besoins exprimés par les industriels et affichant une nette hostilité au système de contrôle des migrants. 
En réaction au rapport Fagan, Daniel François Malan, chef du Parti national réunifié, mandata Paul Sauer pour présider une commission parlementaire chargée de rédiger un contre-rapport. La Commission s'intéressa plus particulièrement au contrôle des flux de populations noires dans les zones urbaines. Il s'agissait, pour le Parti national réunifié, de répondre à une inquiétude des ouvriers et des commerçants blancs pour leurs emplois et pour leurs entreprises car les travailleurs noirs commençaient à occuper des emplois peu qualifiés pour un salaire inférieur à celui des travailleurs blancs. 
En mars 1948, et en vue des élections législatives de mai 1948, le rapport de la commission Sauer fut présenté comme le programme politique du Parti national réunifié. Ce rapport et ce programme préconisaient une ségrégation des plus strictes par la mise en place d'un apartheid, définie par opposition à la politique d’« égalité » perçu comme un engagement vers un suicide national. Le rapport était pourtant incomplet et parcellaire dans sa définition et son application de l'apartheid. Tout juste était-il relevé que les réserves indigènes, définies en 1913 et 1936, devaient devenir des « foyers nationaux » pour les différentes ethnies composant la population noire, où elles pourraient disposer, dans le cadre d'un système traditionnel, inspiré du Bunga, en vigueur au Transkei, de leurs droits civiques et de leurs droits de propriétés. Quant aux populations indiennes, elles étaient destinées à être rapatriées en Inde. 
Le dogme de l'apartheid, forgé concrètement au sein du Broederbond, fut ainsi présenté comme le « garant de la paix raciale », fondé sur des principes chrétiens d’équité et de justice. Si cette politique visait à pérenniser la domination politique, économique et sociale des Blancs d'Afrique du Sud, à renforcer la séparation avec les différents groupes raciaux autochtones en tant qu’entités nationales distinctes, elle n'était encore qu'un concept et non un plan d'ensemble prêt à l'emploi,.
Le Parti national réunifié remporta les élections de mai 1948 grâce au ralliement des électeurs afrikaners des zones rurales mais surtout grâce aux Afrikaners urbains issus de la classe ouvrière du Witwatersrand. Le rapport de la Commission Sauer servit alors de base pour la mise en place de la politique d'apartheid, avant que celle-ci ne soit rationalisée durant les années 1950 par Hendrik Verwoerd.